# Erica straussiana
Erica straussiana là một loài thực vật có hoa trong họ Thạch nam. Loài này được Gilg mô tả khoa học đầu tiên năm 1913.